# Walter Hadye Lini

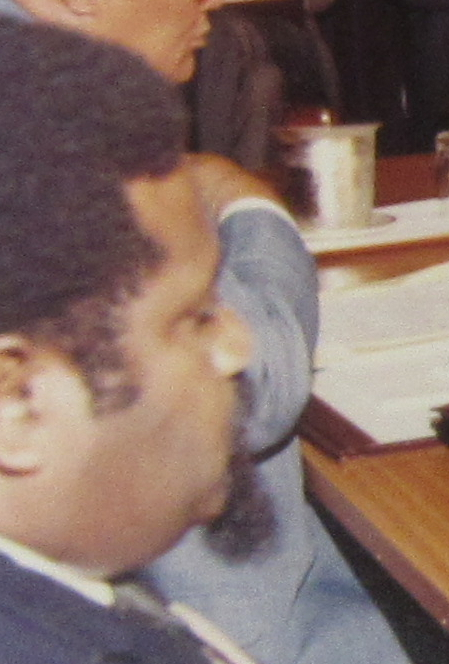
Walter Hadye Lini (1983)

Walter Hadye Lini (* 1942 auf Pentecost Island, Vanuatu; † 21. Februar 1999 in Port Vila, Vanuatu) war ein Politiker und Premierminister von Vanuatu (1980 bis 1991).

## Politische Aktivitäten vor der Unabhängigkeit
Im Juni 1971 gründete er zusammen mit John Bennett Bani und Donald Kalpokas die „New Hebridian Culture Association“, die sich bemühte die traditionellen Lebensgewohnheiten mit westlichen Einflüssen zu verbinden. Diese Vereinigung entwickelte sich rasch zur „New Hebrides National Party“, die später als „Vanua‘aku Pati“ bekannt war.
Unter seiner Führung gewann die Partei mit Mühe 1975 die allgemeinen Wahlen. Die „Vanua‘aku Pati“ boykottierte aber die Wahlen von 1977 aus Protest gegen die Verzögerung der Unabhängigkeitsbemühungen. Die Partei bildete dann jedoch eine „Provisorische Volksregierung“, die weite Teile des Landes kontrollierte. Nach einem Wechsel in der französischen Außenpolitik, die eine Unabhängigkeit zu einem früheren Zeitpunkt in Aussicht stellte, stimmte seine Partei der Bildung einer Regierung der nationalen Einheit mit seinen frankophonen Gegnern zu.
In den Wahlen vom November 1979 gewann die Partei 62 Prozent der Stimmen und 26 der 39 Sitze in der Repräsentativen Versammlung. Lini selbst wurde am 29. November 1979 Chefminister des melanesischen Archipels mit über 80 Inseln und forderte mit dem Ausruf „Seli Ho“ (Lasst uns gemeinsam rudern) eine baldige Unabhängigkeit.

## Premierminister des unabhängigen Vanuatu
Als das britisch-französische Kondominium der Neuen Hebriden am 30. Juli 1980 seine Unabhängigkeit erhielt wurde Walter Lini erster Premierminister. Nach ein paar Wochen der Unabhängigkeit keimten sezessionistische Bewegungen auf, die Lini aber erfolgreich mit Hilfe von Truppen aus Papua-Neuguinea abwehren konnte. Lini bekleidete in seiner Regierung von 1980 bis 1983 auch das Amt des Außenministers.
Ende der 1980er Jahre versuchte Präsident Ati George Sokomanu das Parlament aufzulösen um Lini als Premierminister absetzen zu können. Lini gelang es jedoch seine Regierung wieder zu stabilisieren. Allerdings wuchs in den nächsten Jahren die Gegnerschaft zu seiner Politik, so dass er am 6. September 1991 als Premierminister zurücktreten musste.
Danach gründete er mit der National United Party (NUP) eine neue Partei und bekleidete anschließend andere Regierungsämter. So wurde Lini, als Nachfolger seiner Schwester Hilda Lini Ende 1996 Justizminister.
Nach dem Wahlsieg von Donald Kalpokas, der ihn bereits 1991 als Premierminister ablöste, war Lini vom 30. März 1998 stellvertretender Premierminister in einer Koalitionsregierung aus Kalpokas „Vanua‘aku Pati“ und Linis „NUP“. Ende 1998 trat die NUP aus der Regierung aus und Lini war bis zu seinem Tode Oppositionsführer.
Lini war ein Schwager des heutigen Präsidenten Kalkot Mataskelekele.

## Auszeichnungen
Für seinen Einsatz für die Unabhängigkeit Osttimors verlieh der osttimoresische Präsident Xanana Gusmão Lini 2012 postum den Ordem de Laran Luak. 2015 folgte der Colar des Ordem de Timor-Leste.